# 赤岡重樹
赤岡 重樹（あかおか しげき、明治17年（1884年）7月8日 - 昭和40年（1965年）8月11日）は、山梨県出身の郷土史家。

## 略歴
山梨県北巨摩郡若神子村二日市場（現在の北杜市）に、父「九十郎」、母「うめ」の長男として生まれる。明治37年（1904年）に山梨県立甲府中学校（現在の山梨県立甲府第一高等学校）を卒業後、神宮皇学館本科（現在の皇學館大学）を明治43年（1910年）に卒業。
大正4年（1915年）には甲府商業会議所が赤岡を主任に「甲斐史」編纂会の設立を企図したがこれは頓挫し、同年11月には若尾財閥の当主・若尾謹之助がこれを引き継いで「山梨県志」編纂会を立ち上げ、赤岡は総裁に任用された。他の委員とともに5年間に渡って山梨県内の史料調査に当たっている。「山梨県志」は1923年（大正12年）の関東大震災により原稿が焼失し、さらに若尾家の没落により頓挫した。
大正8年（1919年）10月に山梨県立甲府高等女学校（現在の山梨県立甲府西高等学校）の教諭となり、昭和14年（1939年）3月に同校の教頭で退職するまで勤務している。また、大正9年（1920年）6月には山梨県史跡名勝天然記念物調査委員に嘱託され、西山梨郡誌、中巨摩郡誌の編纂に当たり、終戦後は山梨県護国神社の宮司を昭和25年（1950年）3月まで務めたほか、山梨県文化財調査委員となるなどし、昭和32年（1957年）には山梨県文化功労者として表彰されている。
なお、生前収集された郷土史料は昭和42年（1967年）5月11日に遺族から山梨県立図書館に寄贈され、現在は「赤岡重樹旧蔵資料」として山梨県立博物館に移管されている。

## 著作
- 『甲斐国式内社並国史現在社考』真誠堂赤岡書店 大正8年(1919年)刊
- 『山梨県教育史』山梨県 昭和6年(1931年)刊
- 『甲斐国古社史考』オリオン堂書店 昭和11年(1936年)刊
- 『甲斐郷土年表便覧』オリオン堂書店 昭和26年(1951年)刊